# 维拉多塞
维拉多塞是意大利威尼托大区罗维戈省的一个镇，面积32.5平方公里，人口5,303人（2004年）。